# 夜遊び三姉妹
『ゲーマーズTV 夜遊び三姉妹 〜今夜も上上下下左右左右BA〜』（ゲーマーズティーヴィー よあそびさんしまい こんやもうえうえしたしたひだりみぎひだりみぎビーエー）とは日本テレビで2010年11月4日から2013年3月28日まで木曜日25:08 - 25:38に放送された家庭用ゲーム機を題材にしたバラエティ番組。
2009年12月18日26:05 - 27:05、2010年7月31日25:23 - 26:23には特別番組として放送された。
2011年10月6日から10月27日までは冒頭の5分間がSUNTORY WHISKY 角の一社提供となった。そのため、放送時間が5分拡大された。

## 概要
腹違いの三姉妹が汐留のマンションに同居しているという設定のシチュエーション・コメディ。家庭用ゲームを楽しみながら、様々なトークやコントを繰り広げる。

## 出演者
- 光浦靖子 - 売れない芸人・靖子（長女）[2]
- 加藤夏希 - ゲーム好きの女優・夏希（次女）[2]
- 小池里奈 - 女子アナ志望の女子高生（2012年4月からは女子大生）・里奈（三女）[2]
- 佐藤かよ - 『GAME ZERO』キャスター
- いけだてつや（元・三福星） - 『ふるぼっこ堂』担当。三姉妹の隣の住人。三姉妹はあまりかかわりたくない住人と言う設定。
- 金成公信 - 同じ階に住む浪人生。最近は不定期になり、代わりに芸人のゲストが来ることが多くなっている。
- 三浦葵 - 「SUNTORY WHISKY 角」提供パート担当。2011年10月6日 - 2011年10月27日。
- 梨衣名 - 「SUNTORY WHISKY 角」提供パート担当。2011年10月6日 - 2011年10月27日。

## 主なコーナー

### GAME ZERO
- ゲーマーズライフを豊かにするための、ゲームに関するあらゆる情報を発信する。タイトルは『NEWS ZERO』のパロディ。

### ふるぼっこ堂
- アイドルが格闘ゲーム（ストリートファイターIVまたは鉄拳6）に挑戦し、住人のいけだ君に「ふるぼっこ」される。敗れたアイドルはいけだ君に暴言を吐かれる。また、「挑戦アイドルがゲームでいけだ君に勝つと売れる」といわれている。

### ゲーマーズ週末占い
- ゲーマーのための週末占い。占いと共にラッキーゲームが紹介される。星ひとみ監修。

### 美少女マリオ初体験
- スーパーマリオブラザーズが流行った1985年に生まれていなかった美少女がスーパーマリオに初チャレンジする企画。

### 戦コレ体操
- 戦国時代の武将の格好をした里奈が行うユルい体操コーナー。

### 夜遊び黙示録 予告じゃんけん
- 里奈が靖子とカードを使ってじゃんけんする。靖子は出すカードを予告するが、そのカードを本当に出すとは限らない。
- 里奈が負けた場合は罰ゲームを受ける。

### ゲーマーズ検定
- ゲームに関する○×問題を出題する。

### 特別編
- 2011年1月6日放送分は「THE LAST HATSUBAI」と題して、ファミリーコンピュータの誕生から現在までゲーム界の歴史を振り返った。
- 2011年8月25日放送分は「格闘ゲーマーかよぽりす 世界への道」と題して、「かよぽりす」こと佐藤かよが格闘ゲーマー世界一決定戦「EVO2011」に参戦した模様を放送した。
- 2011年9月1日放送分は「ゲー熱大陸」と題して、高橋名人に密着したドキュメンタリーが放送された。
- 2012年3月1日放送分は「よこ×たて」と題して、横スクロールと縦スクロールの対決スタイルでシューティングゲームの歴史を辿った。
- 2012年8月16日放送分は「かよぽりす」こと佐藤かよが格闘ゲーマー世界一決定戦「EVO2012」に参戦した模様を放送した。
- 2012年12月6日放送分は「グラビアワールドカップ」と題して、最強のグラビアアイドルをサッカーゲームで決める企画を放送した。
- 2013年1月17日放送分は「高橋利幸のトシ伝説」と題して、番組内で放送された内容が未来を予知していたことを検証する企画を放送した。
- 2013年3月7日・3月14日放送分は「温泉ロケSP」と題して、里奈がテレビ番組の温泉リポーターに大抜擢されるという企画を放送した。ロケ地は、静岡県伊東温泉の「星野リゾート 界・伊東」。

## スタッフ
- ナレーター：Fuki、森圭介（日本テレビアナウンサー）
- 構成：ヒロハラノブヒコ、たかはC、及川浩和、奥山亮
- TM：小椋敏宏
- SW：小林宏義、三井隆裕
- CAM：大庭茂嗣、荻野高康、渡辺滋雄
- MIX：白水英国
- VE：伊東大哲、作田和也
- 照明：井口弘一郎
- ロケ技術：ヌーベルバーグ
- 美術プロデューサー：大川明子
- デザイン：熊崎真知子
- 大道具：作田慎之介
- 小道具：米山幸市
- メーク：奥松かつら
- EED：勝呂康英、吉田愛、小部昌史
- MA：青木雅春
- 音効：鈴木信行
- CG：アイヴリックスタジオ
- Web企画：4Cast.CO.JP
- 協力：NiTRO、日テレアート、インターナショナルクリエイティブ、ミジェット、IMAGICA、neo
- イラスト協力：駒見龍也
- 着物スタイリスト：菊地咲絵
- ヘアメーク：クララシステム
- 営業：佐藤俊之、宮本琢也
- 編成：中村圭吾
- 宣伝：松榮大
- AP：近藤照代
- デスク：保坂淳子
- AD：柴田玲奈、林佳祐、玉垣貴史、坂本鼓太郎
- ディレクター：大塚真史、渡邊正人、吉田尚代、柴山悟史、千頭浩隆、須原淳一郎、八重沢亮、鈴間広枝、石森一彰／チャーリー小林
- プロデューサー：成瀬広靖
- 演出・プロデューサー：藤森和彦
- チーフプロデューサー：福地聡
- 制作協力：IVSテレビ制作
- 製作著作：日本テレビ

### 過去のスタッフ
- ナレーター：延友陽子（日本テレビアナウンサー）、宮崎宣子
- 大道具：増子純一
- 営業：横澤俊之、中西紅美、竹葉信太郎、横山洋樹
- 編成：東井文太、穂積武信、植野浩之
- 宣伝：友定紘子
- チーフプロデューサー：岡田泰三

## ネット局
| 放送対象地域 | 放送局            | 系列           | 放送期間                      | 放送日時           | 備考     |
| ------------ | ----------------- | -------------- | ----------------------------- | ------------------ | -------- |
| 関東広域圏   | 日本テレビ（NTV） | 日本テレビ系列 | 2010年11月4日 - 2011年5月19日 | 木曜 24:38 - 25:08 | 制作局   |
| 関東広域圏   | 日本テレビ（NTV） | 日本テレビ系列 | 2011年5月26日 - 9月29日       | 木曜 25:08 - 25:38 | 制作局   |
| 関東広域圏   | 日本テレビ（NTV） | 日本テレビ系列 | 2011年10月6日 - 10月27日      | 木曜 25:13 - 25:48 | 制作局   |
| 関東広域圏   | 日本テレビ（NTV） | 日本テレビ系列 | 2011年11月3日 - 2012年3月29日 | 木曜 25:18 - 25:48 | 制作局   |
| 関東広域圏   | 日本テレビ（NTV） | 日本テレビ系列 | 2012年4月5日 - 2013年3月28日  | 木曜 25:08 - 25:38 | 制作局   |
| 中京広域圏   | 中京テレビ（CTV） | 日本テレビ系列 | 2011年4月6日 - 10月11日       | 水曜 26:15 - 26:47 | 6日遅れ  |
| 北海道       | 札幌テレビ（STV） | 日本テレビ系列 | 2011年4月5日 - 9月27日        | 火曜 24:59 - 25:29 | 19日遅れ |
| 近畿広域圏   | 読売テレビ（ytv） | 日本テレビ系列 | 2011年5月5日 - 7月14日        | 木曜 26:08 - 26:38 | 60分遅れ |